# Bob ai II Giochi olimpici giovanili invernali
Le gare di bob dei II Giochi olimpici giovanili invernali di Lillehammer 2016 si sono svolte il 20 febbraio sulla pista olimpica omonima. Sono state disputate due gare: il monobob femminile e quello maschile. 
La nuova specialità monoposto, dove un unico/a atleta spinge la slitta, la guida e provvede ad azionare il freno a fine gara, sostituì a partire da questa edizione la disciplina del bob a due.

## Calendario[1]
| Bob ai II Giochi olimpici giovanili invernali | Bob ai II Giochi olimpici giovanili invernali | Bob ai II Giochi olimpici giovanili invernali | Bob ai II Giochi olimpici giovanili invernali | Bob ai II Giochi olimpici giovanili invernali | Bob ai II Giochi olimpici giovanili invernali | Bob ai II Giochi olimpici giovanili invernali |
| Febbraio 2016                                 | 16                                            | 17                                            | 18                                            | 19                                            | 20                                            | Totale                                        |
| --------------------------------------------- | --------------------------------------------- | --------------------------------------------- | --------------------------------------------- | --------------------------------------------- | --------------------------------------------- | --------------------------------------------- |
| Ragazze                                       |                                               | Prove ufficiali                               | Prove ufficiali                               | Prove ufficiali                               | 1ª e 2ª manche                                | 1                                             |
| Ragazzi                                       | Prove ufficiali                               |                                               | Prove ufficiali                               | Prove ufficiali                               | 1ª e 2ª manche                                | 1                                             |
| Totale                                        | Totale                                        | Totale                                        | Totale                                        | Totale                                        | 2                                             | 2                                             |

## Podi

### Ragazze
| Evento           | Oro         | Tempo   | Argento          | Tempo   | Bronzo          | Tempo   |
| Monobob dettagli | Laura Nolte | 1'57"41 | Mercedes Schulte | 1'57"65 | Kelsea Purchall | 1'57"67 |

### Ragazzi
| Evento           | Oro            | Tempo   | Argento       | Tempo   | Bronzo         | Tempo   |
| Monobob dettagli | Jonas Jannusch | 1'54"29 | Maksim Ivanov | 1'54"44 | Kristian Olsen | 1'54"53 |

## Medagliere
| Pos.   | Paese         | Oro | Argento | Bronzo | Totale |
| ------ | ------------- | --- | ------- | ------ | ------ |
| 1      | Germania      | 2   | 0       | 0      | 2      |
| 2      | Austria       | 0   | 1       | 0      | 1      |
| 2      | Russia        | 0   | 1       | 0      | 1      |
| 4      | Gran Bretagna | 0   | 1       | 0      | 1      |
| 4      | Norvegia      | 0   | 1       | 0      | 1      |
| Totale | Totale        | 2   | 2       | 2      | 6      |